# 372 Пальма
372 Пальма (372 Palma) — астероїд головного поясу, відкритий 19 серпня 1893 року Огюстом Шарлуа у Ніцці.
Тіссеранів параметр щодо Юпітера — 3,027.